# Capsicum Red
Capsicum Red foi um grupo de rock progressivo italiano formado em 1970.

## História
Mais que a própria carreira, o Capsicum Red é recordado pelo fato de o seu guitarrista, Red Canzian, posteriormente fez parte do renomado grupo pop Pooh, ainda em atividade, como baixista, se tornando titular de uma carreira de enorme sucesso.
O Capsicum Red, ao invés, na sua breve existência, permaneceram na obscuridade. Em 1971, o grupo realizou o seu primeiro single, Ocean, que obteve um bom sucesso pelo fato do título do disco e o nome fazerem crer que não eram italianos. Ocean se tornou a sigla da transmissão televisiva ...e ti dirò chi sei, foi lançado na Grécia e França.
Logo depois foi criado um outro single, Tarzan, mas o tipo de música estava longe da atmosfera progressiva, que chegou apenas em 1972 com a realização do álbum Appunti per un'idea fissa. A música era progressiva com forte influências sinfônicas, sobretudo nas suítes presentes no lado "A", cujo título Patetica, remete logo a Ludwig Van Beethoven. De fato, a suíte é derivada da homônima Sonata para piano número 8 do compositor alemão.
Em 1973, sem ter conseguido grande consenso, o grupo se dissolveu. Canzian passou a fazer parte do Osage Tribe e depois, como já dito, no Pooh.
Paolo Steffan com um outro músico, Gianni Genova, dá vida ao duo Genova & Steffan, cuja intenção country se desenvolve em um pop melódico, contudo, de pouco sucesso. Em setembro de 1980, Claudio Ramponi entra no Everest, que porém, se dissolve logo depois da gravação do segundo single "Daisy/Volare piano". Em 1984, inicia uma colaboração com Pino Donaggio na realização de trilhas sonoras para o cinema americano, enquanto em 1996 começa um parceria com Le Orme.
O baterista Roberto Balocco tinha anteriormente militado no Panna Fredda, participando da gravação do álbum homônimo. Como outros grupos de rock progressivo dos anos 1970, o Capsicum Red foram redescobertos. O álbum foi reeditado em CD, em 1991 pela Artis Records e, em 1995, pela Vinyl Magic, incluindo mais músicas dos dois 45 rotações. A mesma gravadora também o relançou em vinil.

## Formação
- Red Canzian - guitarra, voz
- Paolo Steffan - baixo, voz, piano
- Mauro Bolzan - teclado
- Roberto Balocco - bateria

## Discografia

### 33 rotações
- 1972 - Appunti per un'idea fissa (Bla Bla, BBL 11051)
- 2008 - Appunti per un'idea fissa (Vinyl Magic, VM 050LP; reedição dol álbum de 1972)

### 45 rotações
- 1971 - Ocean/She's a stranger (Bla Bla, BBR 1306)
- 1971 - Tarzan/Shangrj-La (Bla Bla, BBR 1322)
- 1972 - In una sera/Un fiore (Bla Bla, BBR 1332)

### CD
- 1991 - Appunti per un'idea fissa (Artis Records, ARCD 029; reedição do álbum de 1972)
- 1995 - Appunti per un'idea fissa (Vinyl Magic, VM 050; reedição do álbum de 1972, com uma canção do 45 rotações)

### 33 rotações com outros artistas
- 1972 - Tarzan (Bla Bla, BOP 90001, com Black Sunday Flowers, Osage Tribe e Well's Fargo; O Capsicum Red estão presentes com Tarzan, Shangrj-la, Ocean e She's a stranger)

### 45 rotações publicados no exterior
- 1971 - Ocean/She's a stranger (Philips, 6115 001; publicado na França)
- 1971 - Ocean/She's a stranger (DPA, n.5203; publicado na Grécia)